# Мешко III Стари
Мешко III Стари (на полски: Mieszko III Stary) от династията на Пястите е княз на Полша през XII век.